# قلعة طبس
قلعة طبس (بالفارسية: ارگ طبس) هي قلعة ومعقل تاريخية وإحدى القلاع المشهورة لدى الطائفة الإسماعيلية، وتقع في طبس في الجزء الغربي من محافظة خراسان الجنوبية. تقع هذه القلعة على جبل ذو منحدر شديد الانحدار، وكانت تحت إمرة حسين قايني الصديق الوفي لحسن الصباح. وقد ظل مدخل هذا الحصن مخفياً لفترة طويلة ولا يمكن لأحد أن يدخل الحصن إلا بإذن الإسماعيليين. وفقًا للوثائق التاريخية، كانت هذه القلعة أحد أماكن تدريب الحشاشين الذين تم تدريبهم على اغتيال الأشخاص المهمين. اهتز هذا العمل التاريخي مرات عديدة على مر الزمن وأصيب بالعديد من الجراح من سياط الغزاة، إلا أنه لا يزال مكانا محل اهتمام المهتمين بالآثار التاريخية. دُمر المعقل في زلزال طبس (1978).

## التاريخ
في العصر السلجوقي، عندما سيطر الإسماعيليون على طبس، قاموا ببناء قلاع قوية في الجبال المحيطة. وتعتبر قلعة طبس الإسماعيلية من آثار تلك الفترة، وقد تم بناؤها محاطة بالجبال. لطالما كانت مدينة طبس التاريخية وهذه القلعة التاريخية التي يعود تاريخها إلى ألف عام، بارزة كنقطة تاريخية ومكان للدراسات التاريخية والتنقيبات الأثرية، وقد استقطبت اهتمام الباحثين. ومن الميزات المثيرة للاهتمام في هذه القلعة أن قلعة طبس، بالإضافة إلى أنها شهدت العديد من الأحداث عبر التاريخ، فقد استضافت أيضًا شخصيات وأشخاص تاريخيين مشهورين مثل ناصر خسرو. وبحسب المؤرخين، فإن ناصر خسرو قبدياني، الشاعر الفارسي الشهير، أقام في هذه القلعة لمدة 17 يومًا وليلة. ونتيجة تنقيبات علماء الآثار تم اكتشاف نقش من هذا المكان، حيث تم تسجيل اسم القلعة ارج كوهين، مما يدل على أن هذه القلعة لها عمر كبير وكانت تسمى ارج كوهين قديما.
كان للإسماعيليين العديد من القلاع في جميع أنحاء البلاد حيث كانوا يعملون بعيداً عن أعين عملاء الحكومة. وقلعة طبس هي إحدى هذه القلاع التي كانت مسؤولة عن تدريب المريدين الإسماعيليين ولهذا السبب كانت ذات أهمية خاصة. يسمي بعض الناس هذه القلعة خطأً بقلعة آلموت. بينما كانت قلعة آلموت مركزاً لحكومة حسن صباح وتقع على جبل آلموت بالقرب من قزوين. والقلعة المذكورة، التي توجد داخل كهف من الحجر الجيري، تعود إلى العصر الإسماعيلي وعمرها أكثر من 850 سنة، وتقع على ارتفاع حوالي 300 متر على سفوح الجبال الجنوبية الشرقية لقرية خرافان والمعروفة بجبال تنجال، وتبعد القلعة عن مركز المنطقة وهي مدينة عشق آباد 58 كيلومترا، وتتميز بمعالم فريدة من نوعها حيث ذكر أحد المستشرقين ويدعى بول أمير هذه القلعة باسم أقوى حصون الإسماعيليين.
تعرض هذا العمل التاريخي لدمار شديد بسبب الزلزال الذي حدث في هذه المنطقة عام 1957، وفي السنوات الماضية قام التراث الثقافي بنشاطات لترميمه، كما تم إزالة أجزاء كثيرة من هذه القلعة من تحت الأنقاض. ونتيجة لذلك، ظهرت جدران وممرات القلعة مرة أخرى.

## الوصف
تتكون قلعة طبس من خمسة بيوت، وهذه البيوت مثل بيوت مدينة طبس القديمة، كان لها رواقان شمالي وجنوبي، وكان لهذه المنازل أيضًا حوض مياه وسط الفناء. ففي بيوت طبس القديمة كانت حوض الماء يعتبر لأغراض الأكل والشرب. وكانت هناك مواقد للمطبخ في زوايا الساحات. ولقلعة طبس أماكن عامة؛ شملت هذه الأماكن حمام وسرداب ومسجد وغيرها من الأماكن. وكان هناك أيضًا خزان كبير في الجزء الشمالي الشرقي من القلعة. سُجلت قلعة طبس في قائمة الأعمال الوطنية في إيران لعام 2007.